# بلانو (إلينوي)
بلانو (بالإنجليزية: Plano)‏ هي مدينة في مقاطعة كيندال، إلينوي في الولايات المتحدة قرب أورورا، وبلغ عدد سكانها 10,856 في تعداد عام 2010، أي ما يقارب ضعف حجمها في تعداد عام 2000. نمت المدينة بسرعة، وذلك بفضل التقسيمات الفرعية مثل ينابيع ليكوود وغيرها من التطورات العديدة قيد الإنشاء أو في مراحل التخطيط. الرئيس السابق لمجلس النواب دنيس هاستيرت يعيش في مزرعة تقع إلى الشمال من مدينة بلانو. قررت شركة وارنر برذرز استخدام بلانو خلال عام 2011 لتصوير فيلم سوبرمان الجديد رجل الحديد، من المقرر أن يصدر في 14 يونيو عام 2013. أعلن عمدة بلانو تغيير اسمها مؤقتا إلى سمولفيل بلانو خلال فترة التصوير. نصبتت اللافتات على طرفي المدينة، وكذلك في نهاية مبنى في الشارع الرئيسي،.

## التركيبة السكانية
حدّد مكتب تعداد الولايات المتحدة بيانات التركيبة السكانية لبلانو في تعداد الولايات المتحدة. في ما يلي، التركيبة السكانية حسب تعدادي 2000 و2010.

### تعداد عام 2000
بلغ عدد سكان بلانو 5,633 نسمة بحسب تعداد عام 2000، وبلغ عدد الأسر 1,901 أسرة وعدد العائلات 1,438 عائلة مقيمة في المدينة. في حين سجلت الكثافة السكانية 241.1 نسمة لكل كيلومتر مربع (624.4/ميل2). وبلغ عدد الوحدات السكنية 1,973 وحدة بمتوسط كثافة قدره 84.5 لكل كيلومتر مربع (218.9/ميل2).
وتوزع التركيب العرقي للمدينة بنسبة 82.34% من البيض و0.37% من الأمريكيين الأفارقة و0.25% من الأمريكيين الأصليين و0.30% من الأمريكيين ذوي الأصول الآسيوية و0.02% من سكان جزر المحيط الهادئ و14.59% من الأعراق الأخرى و2.13% من عرقين مختلطين أو أكثر و25.79% من الهسبانيون أو اللاتينيون من أي عرق.
بلغ عدد الأسر 1,901 أسرة كانت نسبة 45.3% منها لديها أطفال تحت سن الثامنة عشر تعيش معهم، وبلغت نسبة الأزواج القاطنين مع بعضهم البعض 60% من أصل المجموع الكلي للأسر، ونسبة 10.5% من الأسر كان لديها معيلات من الإناث دون وجود شريك،  بينما كانت نسبة 5.2% من الأسر لديها معيلون من الذكور دون وجود شريكة وكانت نسبة 24.4% من غير العائلات. تألفت نسبة 20.7% من أصل جميع الأسر من عدة أفراد يعيشون في نفس المنزل ونسبة 9.3% كانت تتألف من شخص يعيش بمفرده يبلغ من العمر 65 عاماً أو أكثر. وبلغ متوسط حجم الأسرة المعيشية 2.96، أما متوسط حجم العائلات فبلغ 3.46.
بلغ العمر الوسطي للسكان 30.8 عاماً. وكانت نسبة 31.4% من القاطنين تحت سن الثامنة عشر، وكانت نسبة 9.1% بين الثامنة عشر والرابعة والعشرين عاماً، ونسبة 31.7% كانت واقعةً في الفئة العمرية ما بين الخامسة والعشرين والرابعة والأربعين عاماً، ونسبة 18.3% كانت ما بين الخامسة والأربعين والرابعة والستين، ونسبة 9.5% كانت ضمن فئة الخامسة والستين عاماً فما فوق. يوجد لكل 100 أنثى 97.0 ذكر، ويوجد لكل 100 أنثى في الثامنة عشر من عمرها فما فوق 96.1 ذكر.
بلغ متوسط دخل الأسرة في المدينة 46,526 دولارًا، أما متوسط دخل العائلة فبلغ 50,950 دولارًا. وكان متوسط دخل الذكور 35,938 دولارًا مقابل 23,409 دولارًا للإناث. وسجل دخل الفرد الخاص بالمدينة 17,837 دولارًا. وكانت نسبة 4.6% من العائلات ونسبة 5.4% من السكان تحت خط الفقر، وكان من هؤلاء نسبة 8.1% تحت سن الثامنة عشر ونسبة 5.7% في الخامسة والستين من العمر وما فوق.

### تعداد عام 2010
بلغ عدد سكان بلانو 10,856 نسمة بحسب تعداد عام 2010، وبلغ عدد الأسر 3,549 أسرة وعدد العائلات 2,656 عائلة مقيمة في المدينة. في حين سجلت الكثافة السكانية 464.7 نسمة لكل كيلومتر مربع (1,203.6/ميل2). وبلغ عدد الوحدات السكنية 3,886 وحدة بمتوسط كثافة قدره 166.4 لكل كيلومتر مربع (431.0/ميل2).
وتوزع التركيب العرقي للمدينة بنسبة 74.59% من البيض و7.33% من الأمريكيين الأفارقة و0.26% من الأمريكيين الأصليين و1.77% من الأمريكيين ذوي الأصول الآسيوية و0.08% من سكان جزر المحيط الهادئ و12.96% من الأعراق الأخرى و3.01% من عرقين مختلطين أو أكثر و31.15% من الهسبانيون أو اللاتينيون من أي عرق.
بلغ عدد الأسر 3,549 أسرة كانت نسبة 49.8% منها لديها أطفال تحت سن الثامنة عشر تعيش معهم، وبلغت نسبة الأزواج القاطنين مع بعضهم البعض 56.6% من أصل المجموع الكلي للأسر، ونسبة 12.3% من الأسر كان لديها معيلات من الإناث دون وجود شريك،  بينما كانت نسبة 6% من الأسر لديها معيلون من الذكور دون وجود شريكة وكانت نسبة 25.2% من غير العائلات. تألفت نسبة 19.6% من أصل جميع الأسر من عدة أفراد يعيشون في نفس المنزل ونسبة 5.4% كانت تتألف من شخص يعيش بمفرده يبلغ من العمر 65 عاماً أو أكثر. وبلغ متوسط حجم الأسرة المعيشية 3.06، أما متوسط حجم العائلات فبلغ 3.54.
بلغ العمر الوسطي للسكان 29.8 عاماً. وكانت نسبة 32.8% من القاطنين تحت سن الثامنة عشر، وكانت نسبة 7.8% بين الثامنة عشر والرابعة والعشرين عاماً، ونسبة 35.4% كانت واقعةً في الفئة العمرية ما بين الخامسة والعشرين والرابعة والأربعين عاماً، ونسبة 17.7% كانت ما بين الخامسة والأربعين والرابعة والستين، ونسبة 6.3% كانت ضمن فئة الخامسة والستين عاماً فما فوق. وتوزع التركيب الجنسي للسكان بنسبة 49.7% ذكور و50.3% إناث.

## أعلام
- آرثر إي. أندرسن
- مابل كوك كول